# Nosema apis
Nosema apis és un fong microscòpic unicel·lular de la classe dels microsporidis (Microsporidia). Junt amb altres espècies del gènere Nosema, és un paràsit de l'abella de la mel i altres insectes. La malaltia que causa s'anomena nosemiasi o nosema i està molt estesa entre les abelles adultes. L'estadi inactiu de Nosema apis és una espora que pot viure molts anys, ja que és resistent a les temperatures extremes i a la deshidratació. La nosemiasi està en la llista de l'Oficina Internacional de les Epizooties (OIE).

## Patogen
Fins fa poc temps es considerava a Nosema apis com un protozou unicel·lular però actualment està classificat com a fong.

## Nosemiasi
El 2005 es va identificar el fong paràsit de l'abella asiàtica Apis cerana, Nosema ceranae, a Espanya i la nova malaltia presentava una major agressivitat. Es va suposar que intervenia en la Síndrome del despoblament dels ruscos que va afectar Espanya i gran part del món a partir del 2004. Nosema ceranae també es va trobar a Alemanya.

## Símptomes
Els símptomes de la nosema no són gaire específics i es poden confondre amb els d'altres malalties de les abelles, s'incrementa durant la primavera després de períodes de mals temps. El símptome més estès és la disenteria (diarrea), de vegades la impossibilitat de volar i amb un gran nombre d'abelles mortes en l'apiari.

## Transmissió
Les abelles recent emergides estan sempre lliures d'aquest paràsit. Les espores entren a l'abella per ingestió de substàncies contaminades. A través de les substàncies fecals s'estenen les espores del fong per tot el rusc.

## Tractament
Amb antibiòtics com Fumidil B (preparat de Aspergillus fumigatus). Les espores són sensibles a l'àcid acètic, Formalin i als ultrasons o la radiació gamma. Un producte natural 'Protofil' Arxivat 2007-09-27 a Wayback Machine., fet d'extractes de plantes, vitamines i microelements, va ser presentat a l'associació d'apicultors - Apimondia 2004 com a remei preventiu.